# 格倫納河

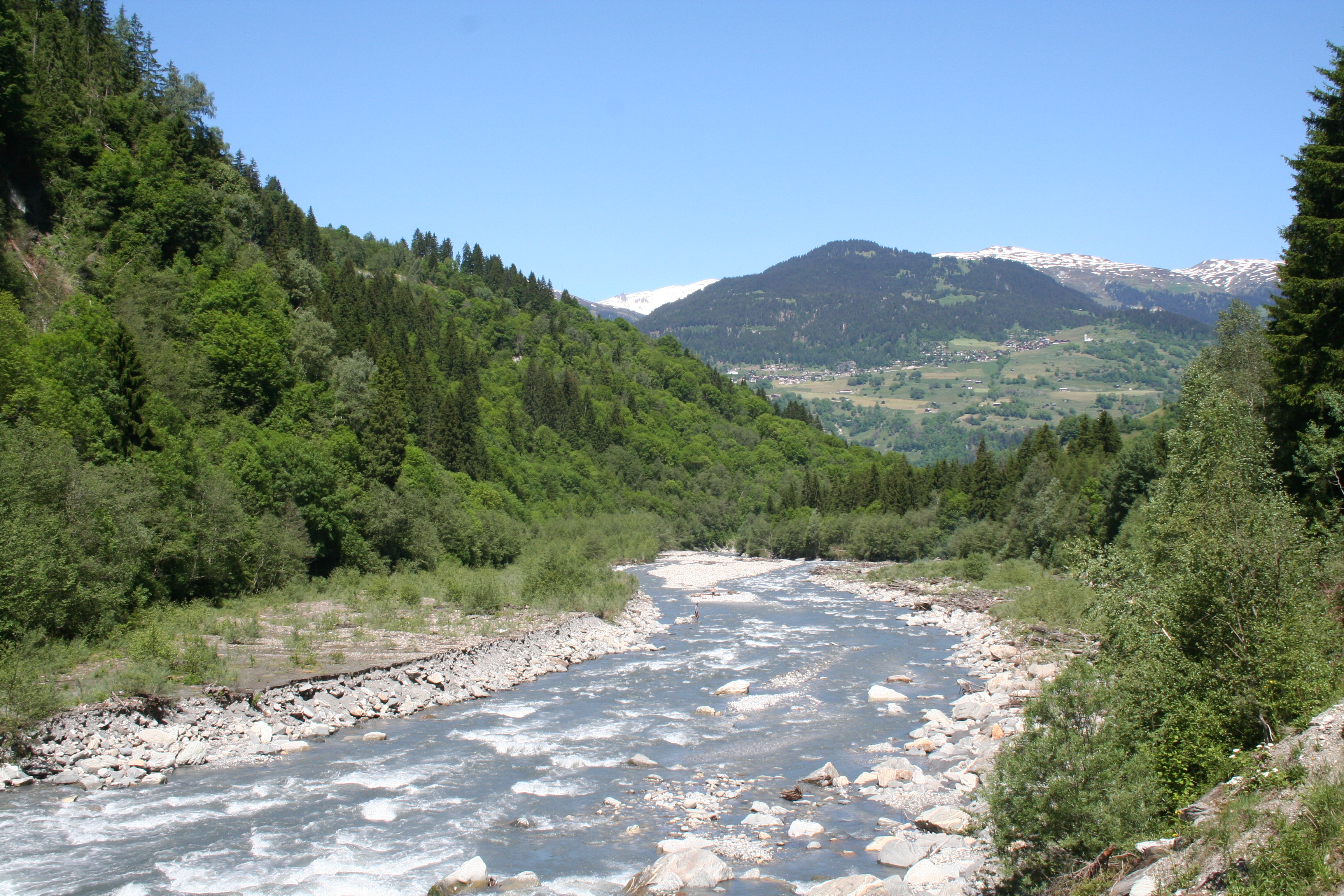

格倫納河（德語：Glenner）是瑞士的河流，位於格勞賓登州，河道全長30.7公里，面積382平方公里，發源自提契諾州邊界附近，流經盧姆內齊亞，最終在伊蘭茨注入前萊茵河。

## 外部連結
- Online river guide at kajaktour.de （页面存档备份，存于）